# Kodai Watanabe
Kodai Watanabe (født 4. december 1986) er en japansk fodboldspiller, som spiller for den japanske fodboldklub Renofa Yamaguchi FC.